# Tripropionin
Tripropionin ist eine chemische Verbindung aus der Gruppe der Triacylglycerole.

## Gewinnung und Darstellung
Tripropionin kann durch Veresterung von Glycerin mit Propionsäure in Gegenwart eines Katalysators gewonnen werden.

## Eigenschaften
Tripropionin ist eine farb- und geruchlose Flüssigkeit mit bitterem Geschmack, die löslich in organischen Lösungsmitteln, Ölen und Ethanol ist.

## Verwendung
Tripropionin wird als Weichmacher von Celluloseestern verwendet.